# Жугур (Арђеш)
Жугур (рум. Jugur) насеље је у Румунији у округу Арђеш у општини Појенариј де Мусчел. Oпштина се налази на надморској висини од 577 m.

## Становништво
Према подацима из 2002. године у насељу је живело 1237 становника, од којих су сви румунске националности.